# Fenyőfő
Fenyőfő (em alemão: Fichtenhöh) é um município da Hungria, situado no condado de Győr-Moson-Sopron. Tem 29,65 km² de área e sua população em 2019 foi estimada em 109 habitantes.